# Sian Ka'an
Sian Ka’an är ett biosfärområde och ett världsarvsområde som ligger i delstaten Quintana Roo i Mexiko. 
Området utsågs till världsarv av Unesco 1987 för sina höga naturvärden och skyddsvärda naturscenerier och för sitt betydande värde för den biologiska mångfalden. 
Världsarvsområdet är cirka 528 000 hektar stort och omfattar både landmiljöer och havsmiljöer, från tropiska regnskogar och mangroveträsk till korallrev. Särskilt uppmärksammat är området för sin rika fågelfauna. Över 300 olika arter av fåglar har observerats i Sian Ka’an. Även däggdjursfaunan är rik och de flesta större däggdjur som finns på Yucatánhalvön finns i Sian Ka’an, såsom jaguar, ozelot, margaykatt, spindelapor och den sällsynta manaten.
Klimatet är relativt varmt och fuktigt året runt, men det mesta regnet faller från maj till oktober och under denna tid översvämmas ofta delar av reservatets mark. Upp till 70 procent av landmiljöerna kan under den mest intensiva regntiden stå under vatten, jämfört med cirka 20 procent under den torrare tiden på året, eftersom landskapet inte är särskilt kuperat. Medeltemperaturen över året är cirka 26,5 grader.
I området finns också flera lämningar efter Mayakulturen.